# Велешка железопътна гара
Железопътна гара „Велес“ (на македонска литературна норма: Железничка станица „Велес“) е железопътна гара в град Велес, Северна Македония. Открита е през 1873 година и е част от железопътните линии Солун – Скопие и Скопие – Велес.